# Triodontella seydeli
Triodontella seydeli är en skalbaggsart som beskrevs av Louis Burgeon 1947. Triodontella seydeli ingår i släktet Triodontella och familjen Melolonthidae. Inga underarter finns listade i Catalogue of Life.